# Le Châtiment d'Haman
Le Châtiment d'Haman est une fresque (585 × 985 cm) réalisée par Michel-Ange, datable vers 1511-1512, laquelle fait partie de la décoration du plafond de la chapelle Sixtine, dans les Musées du Vatican à Rome, commandée par Jules II.

## Histoire
Michel-Ange a commencé à peindre les travées de la voûte en commençant près de la porte d'entrée utilisée lors des entrées solennelles du pontife et de son entourage dans la chapelle, pour terminer par la travée au-dessus de l'autel. Le Châtiment d'Haman (Livre d'Esther, 7, 1-10 ), qui orne le pendentif à droite de l'autel, est l'une des dernières scènes à être réalisée.
Le pendentif a été affecté par une lésion qui a fait tomber le plâtre, restauré avec des ajouts, d'abord par Carnevali en 1570, puis par Mazzuoli en 1710-1712. La partie refaite est bien visible sur les trois figures de gauche car elle est de couleur plus foncée, ce qui témoigne du noircissement des fresques déjà dans la seconde moitié du XVIe siècle.

## Description et style

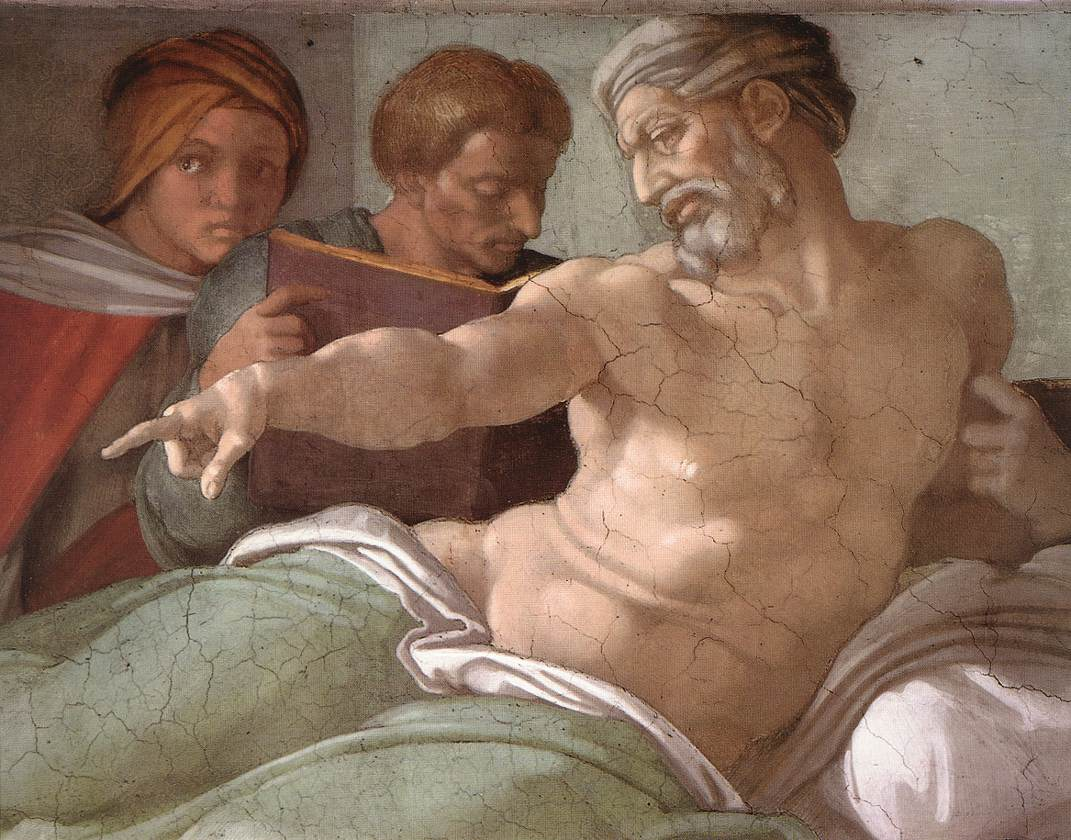

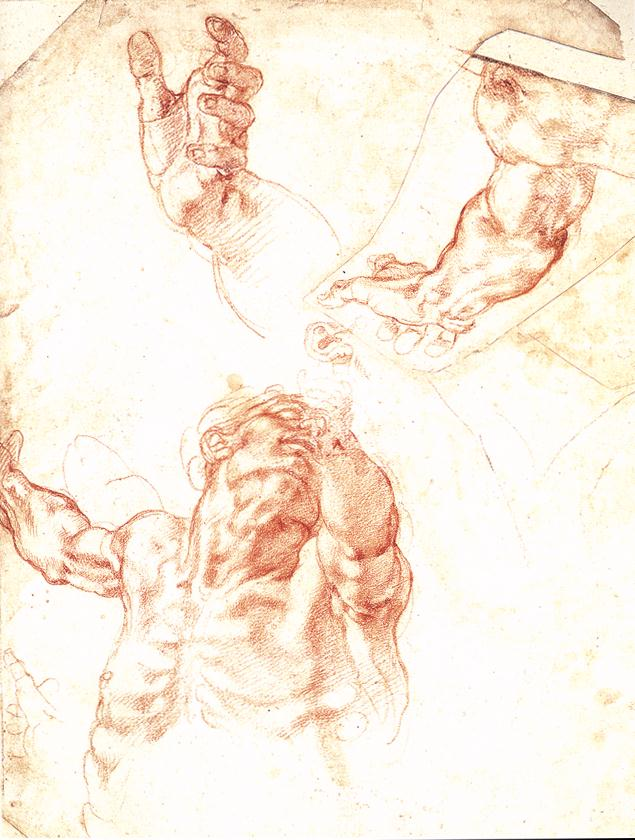
Étude du musée Teyler.

Le Châtiment d'Haman fait partie des quatre pendentifs avec des histoires de l'Ancien Testament, liées à la protection par Dieu du peuple d'Israël.
Haman est représenté trois fois : à droite, le souverain Assuérus l'envoie prendre les vêtements royaux de Mardochée, qui est assis sur le seuil ; à gauche, Esther révèle la conspiration d'Haman à Assuérus et au centre, Haman est puni, hissé sur une sorte de croix avec un regard vertigineux qui le projette hors de la représentation, vers le spectateur. Haman est toujours reconnaissable à sa robe jaune, qui apparaît comme un tissu volant dans la scène du martyre, où le corps est nu. Le corps, qui coupe en diagonale la scène, domine dramatiquement toute la représentation, impression renforcée par le mur blanc en raccourcissement du mur de la chambre d'Assuérus, dans lequel s'ouvre une porte qui est franchie, avec une virtuosité compositionnelle remarquable, par Haman en mouvement.
Dans cette scène, comme dans les autres immédiatement à proximité, l'artiste insiste particulièrement sur les aperçus, en relation avec une lecture des fresques qui doit principalement se dérouler le long de l'axe central, de la porte de cérémonie à l'autel. Michel-Ange a mis vingt et un « jours » à peindre la scène, dont trois pour la seule figure d'Haman : le dessin a d'abord été préparé sur un carton puis transféré par gravure directe, avec un soin extrême en raison du raccourcissement particulièrement complexe. Deux feuillets à la sanguine de nus avec l'étude de sa figure nous sont parvenus, l'un est conservé au British Museum et l'autre au Musée Teyler de Haarlem.
Quelques rectangles foncés témoignent de l'état des peintures avant la restauration.

## Analyse
L'exécution est représentée telle qu'elle est décrite dans la Divine comédie de Dante (Dupa, 1806). Michel-Ange, choisissant la torture du crucifiement au lieu de la pendaison rapportée dans le texte biblique, souligne le parallélisme du thème avec la Rédemption réalisée à travers l'incarnation et le sacrifice du Christ.

Détails.
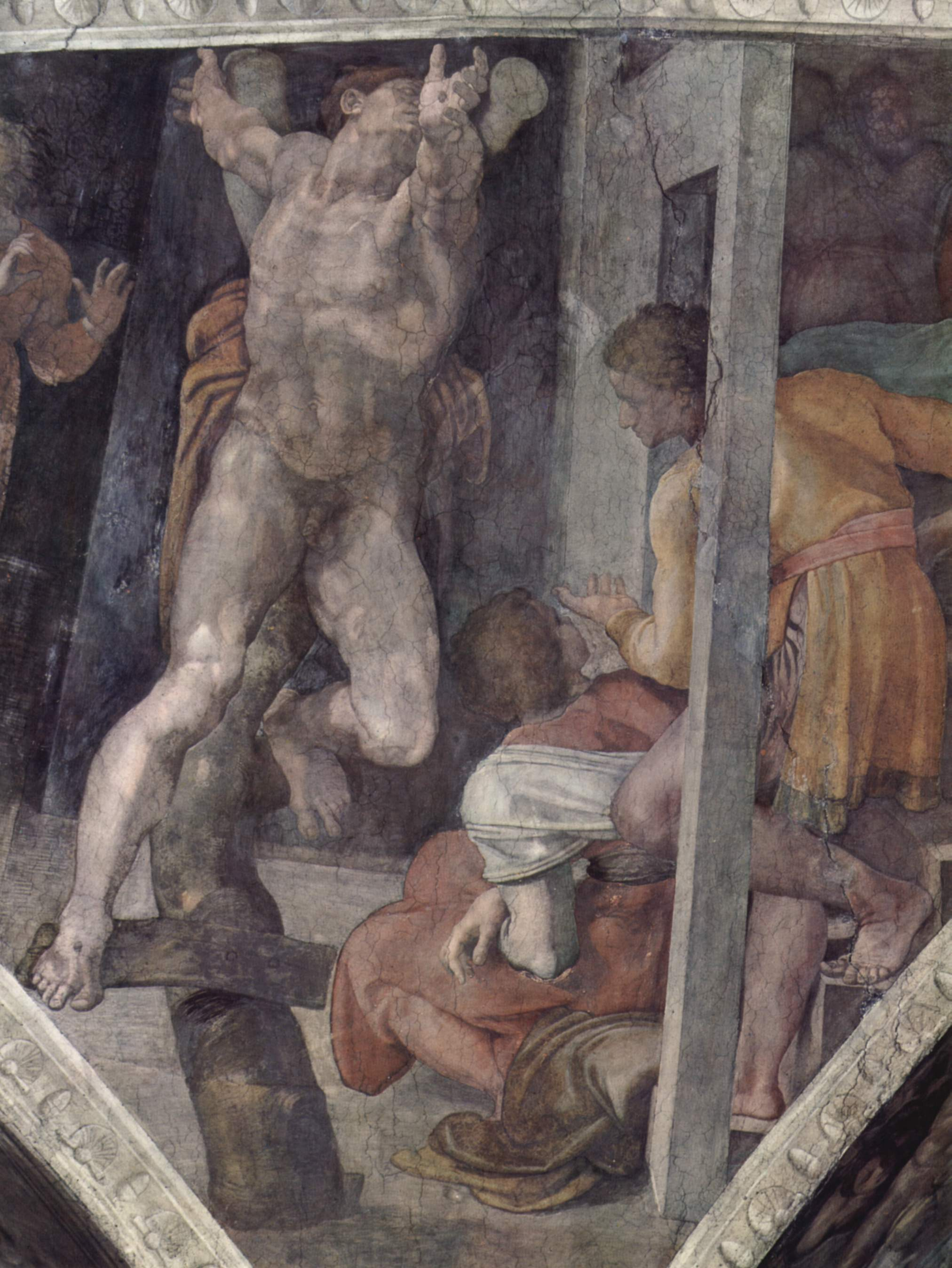
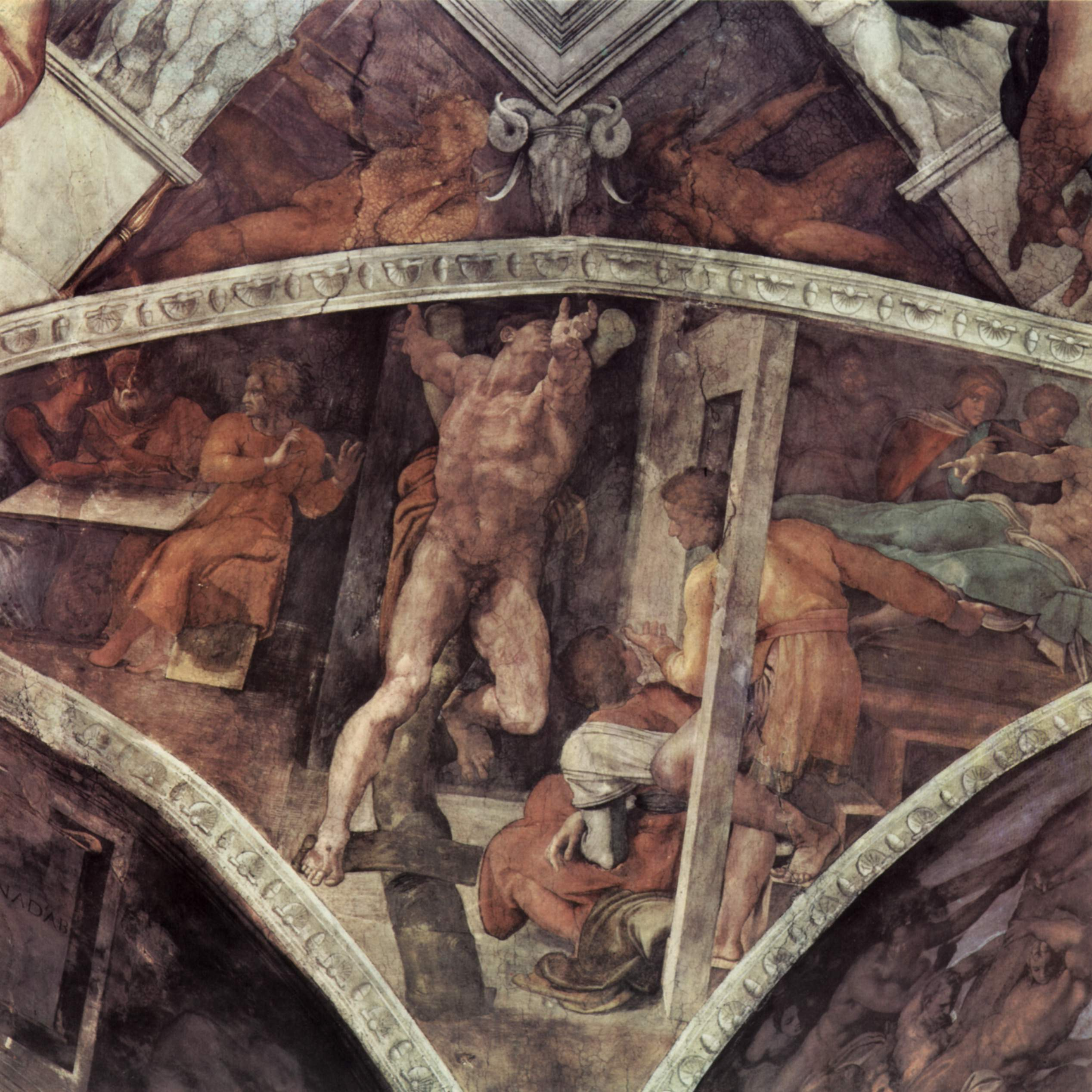
Le pendentif avant restauration.
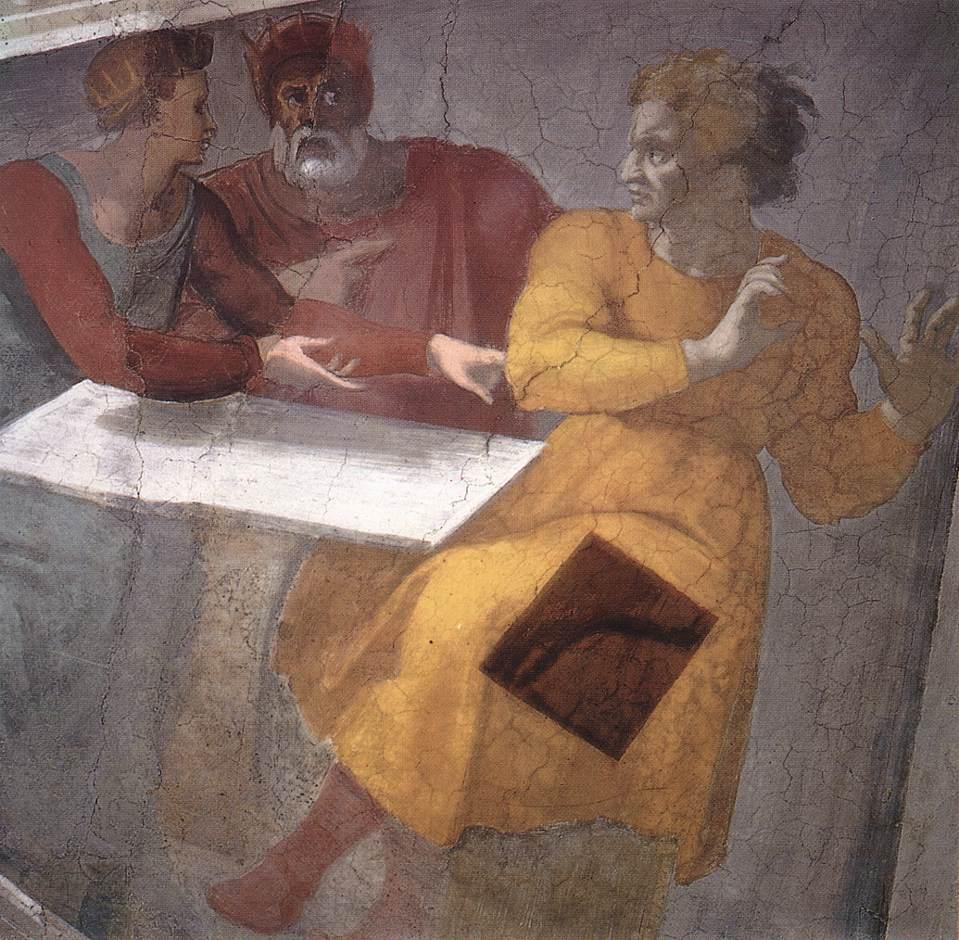
Détail avec les restaurations.